# چریونه
چریونه (به ایتالیایی: Cerrione) یک کومونه در ایتالیا است که در استان بیه‌لا واقع شده‌است.

## خصوصیات
چریونه ۲۷٫۹ کیلومترمربع مساحت و ۲٬۹۲۶ نفر جمعیت دارد و ۲۵۰ متر بالاتر از سطح دریا واقع شده‌است.